# Intville-la-Guétard
Intville-la-Guétard is een gemeente in het Franse departement Loiret (regio Centre-Val de Loire) en telt 120 inwoners (2009). De plaats maakt deel uit van het arrondissement Pithiviers.

## Geografie
De oppervlakte van Intville-la-Guétard bedraagt 4,9 km², de bevolkingsdichtheid is dus 24,5 inwoners per km².
De onderstaande kaart toont de ligging van Intville-la-Guétard met de belangrijkste infrastructuur en aangrenzende gemeenten.

## Demografie
Onderstaande figuur toont het verloop van het inwonertal (bron: INSEE-tellingen).